# François Le Castrec
François Le Castrec es un deportista francés que compitió en vela en la clase Laser. Ganó una medalla de oro en el Campeonato Europeo de Laser de 1989.

## Palmarés internacional
| \| Campeonato Europeo \| Campeonato Europeo \| Campeonato Europeo \| Campeonato Europeo \| \| Año \| Lugar \| Medalla \| Clase \| \| ------------------ \| ---------------------- \| ------------------ \| ------------------ \| \| 1989 \| Falmouth (Reino Unido) \| Medalla de oro \| Laser \| |                        |                |       |
| Campeonato Europeo |                        |                |       |
| Año | Lugar                  | Medalla        | Clase |
| 1989 | Falmouth (Reino Unido) | Medalla de oro | Laser |